# Нойзуструм
Нойзуструм (нем. Neusustrum) — концентрационный лагерь Третьего рейха в Зуструме на территории современной земли Нижняя Саксония. Нойзуструм являлся частью лагерного комплекса «Эмсландлагерь», числясь как лагерь номер пять и вмещая до тысячи заключённых.
Лагерь был создан 20 июня 1933 года в числе первых нацистских лагерей и предназначался для политических заключённых, депортированных в лагерь для так называемого «защитного ареста». В 1934 году лагерь перестал использоваться как концентрационный и был переоборудован в лагерь для осуждённых заключённых. В 1937—1938 годах лагерь был переоборудован на 1500 мест.
С 29 июля 1940 года все немецкие заключённые лагеря были перераспределены в другие лагеря, а в Нойзуструм стали депортироваться лишь польские заключённые. С 1942 года лагерь стал расформировываться. В апреле 1945 лагерь был закрыт.